# Station Stasin Polny
Station Stasin Polny is een spoorwegstation in de Poolse plaats Stasin.